# Đức Linh
Đức Linh là một huyện miền núi nằm ở phía tây tỉnh Bình Thuận, Việt Nam.

## Địa lý

### Vị trí địa lý
Huyện Đức Linh nằm ở phía tây của tỉnh Bình Thuận, nằm cách thành phố Phan Thiết khoảng 120 km về phía đông nam, cách trung tâm Thành phố Hồ Chí Minh khoảng 140 km về phía nam, cách thành phố Đà Lạt khoảng 200 km về hướng đông bắc, có vị trí địa lý:
- Phía đông giáp huyện Tánh Linh
- Phía tây giáp huyện Tân Phú và huyện Định Quán thuộc tỉnh Đồng Nai
- Phía nam giáp huyện Xuân Lộc, tỉnh Đồng Nai
- Phía bắc giáp huyện Đạ Huoai, tỉnh Lâm Đồng.

Huyện Đức Linh nằm tại ngã ba ranh giới giữa Bình Thuận với hai tỉnh Lâm Đồng và Đồng Nai, cũng là ranh giới của vùng Đông Nam Bộ và Nam Trung Bộ, địa hình bán sơn địa.

### Diện tích
Huyện có tổng diện tích 534,91 km²; trong đó, đất nông nghiệp là 45.697 ha, đất phi nông nghiệp là 7.513 ha và đất chưa sử dụng là 281 ha.

### Sông ngòi
Sông La Ngà là sông chính của huyện, chảy từ Lâm Đồng xuống Bình Thuận theo hướng bắc - nam, đi ngang qua huyện Tánh Linh, rồi vào địa phận huyện Đức Linh và chảy dọc theo ranh giới với tỉnh Đồng Nai, sau đó chảy qua phía bắc Long Khánh để nhập vào hồ Trị An, sông Đồng Nai. Sông là nguồn cung cấp nước ngọt chính cho các đồng ruộng tại thị trấn Võ Xu, xã Mê Pu và các xã khác trong huyện.

### Dân số
Toàn huyện có 83 thôn, khu phố, dân số năm 2020 là 126.184 người, mật độ dân số đạt 231 người/km². Ngoài người Kinh còn có 13 dân tộc thiểu số khác nhau sống rải rác trên địa bàn toàn huyện như:, K'Ho, Châu Ro, Tày, Nùng, Mường, Hoa... 10,2% dân số theo đạo Thiên Chúa.

## Hành chính
Huyện Đức Linh có 12 đơn vị hành chính cấp xã trực thuộc, bao gồm 2 thị trấn Võ Xu (huyện lỵ), Đức Tài và 10 xã: Đa Kai, Đông Hà, Đức Hạnh, Đức Tín, Mê Pu, Nam Chính, Sùng Nhơn, Tân Hà, Trà Tân, Vũ Hòa.

## Lịch sử

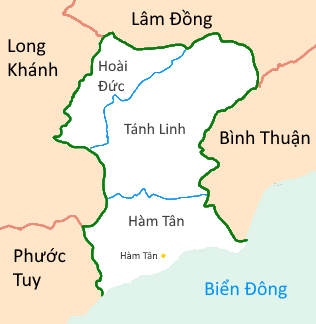
Bản đồ hành chính tỉnh Bình Tuy năm 1970

Trước năm 1975, huyện thuộc tỉnh Bình Tuy, có tên là Bình Lâm. Năm 1957 quận Bình Lâm có 5 tổng (gồm nhiều thôn, không có xã): Ma Blao, R'Da (Va Pro), Rda, Tala, Quyeon; quận lỵ: Bsa Da Houai. Sau quận Bình Lâm đổi thành quận Hoài Đức, quận lị ở Bắc Ruộng, sau dời về Võ Đắc (Nay là 03 xã Đức Tài, Đức Hạnh, Đức Tín).
Sau năm 1975, huyện đổi tên thành Đức Linh, thuộc tỉnh Thuận Hải, gồm 14 xã: Bắc Ruộng, Đoàn Kết, Gia An, Huy Khiêm, La Dạ, La Ngâu, Lạc Tánh, Mê Pu, Nam Chính, Nghị Đức, Sùng Nhơn, Trà Tân, Võ Đắc và Võ Xu.
Ngày 13 tháng 3 năm 1979, Hội đồng Chính phủ ban hành Quyết định 104-CP về việc:
- Thành lập xã mới Đức Thuận ở khu kinh tế mới Đồng Giang (xã Lạc Tánh)
- Thành lập xã mới Đức Bình ở khu kinh tế mới Đồi Giang (xã Đoàn Kết)
- Thành lập xã mới Đức Tân ở khu kinh tế mới thuộc xã Bắc Ruộng
- Thành lập xã mới Đức Phú ở khu kinh tế mới thuộc xã Nghị Đức
- Tách các thôn Gia Huynh, Suối Kiết, Bà Tá và Sông Dinh của xã Lạc Tánh lập thành xã Suối Kiết
- Chia xã Võ Đắc thành 2 xã: Đức Tài và Đức Hạnh
- Đổi tên xã Sùng Nhơn thành xã Đức Minh
- Đổi tên xã Nghi Đức thành xã Đức Thắng
- Đổi tên xã Đoàn Kết thành xã Đồng Kho
- Đổi tên xã Nam Chính thành xã Đức Chính.

Cuối năm 1981, huyện Đức Linh gồm 20 xã: Bắc Ruộng, Đồng Kho, Đức Bình, Đức Hạnh, Đức Phú, Đức Tài, Đức Tân, Đức Thuận, Gia An, Huy Khiêm, La Dạ, La Ngâu, Lạc Tánh, Mê Pu, Nam Chính, Nghị Đức, Sùng Nhơn, Suối Kiết, Trà Tân và Võ Xu.
Ngày 30 tháng 12 năm 1982, Hội đồng Bộ trưởng ban hành Quyết định 204-HĐBT. Theo đó:
- Sáp nhập xã La Dạ vào huyện Hàm Thuận Bắc quản lý
- Tách 12 xã: Đức Phú, Nghị Đức, Đức Tân, Bắc Ruộng, Huy Khiêm, La Ngâu, Đồng Kho, Đức Bình, Đức Thuận, Lạc Tánh, Gia An và Suối Kiết để thành lập huyện Tánh Linh.

Huyện Đức Linh còn lại 7 xã: Đức Hạnh, Đức Tài, Mê Pu, Nam Chính, Sùng Nhơn, Trà Tân và Võ Xu.
Ngày 28 tháng 11 năm 1983, Hội đồng Bộ trưởng Quyết định 140-HĐBT. Theo đó:
- Chia xã Trà Tân thành 2 xã: Trà Tân và Tân Hà
- Chia xã Nam Chính thành 2 xã: Nam Chính và Đức Chính
- Chia xã Võ Xu thành 2 xã: Võ Xu và Vũ Hòa.

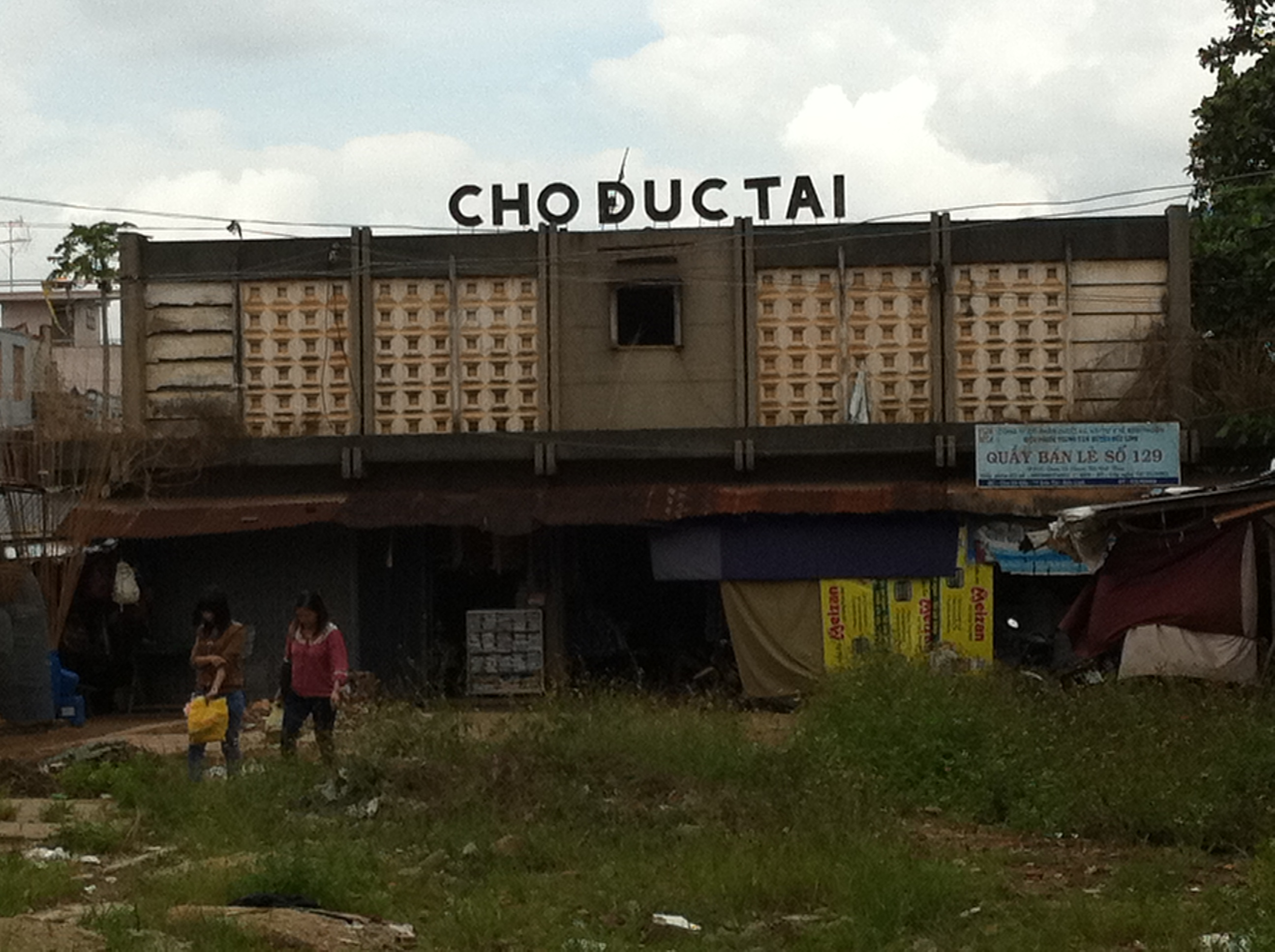
Chợ Đức Tài khoảng năm 2012

Năm 1990, Ban Tổ chức Chính phủ ban hành Quyết định 298/QĐ-TCCP về việc điều chỉnh địa giới xã Sùng Nhơn để thành lập xã Đa Kai.
Ngày 26 tháng 12 năm 1991, tỉnh Bình Thuận được tái lập từ tỉnh Thuận Hải cũ, huyện Đức Linh thuộc tỉnh Bình Thuận.
Ngày 15 tháng 6 năm 1999, Chính phủ ban hành Nghị định 37/1999/NĐ-CP chuyển 2 xã Võ Xu và Đức Tài thành 2 thị trấn có tên tương ứng, trong đó Võ Xu là thị trấn huyện lỵ huyện Đức Linh.

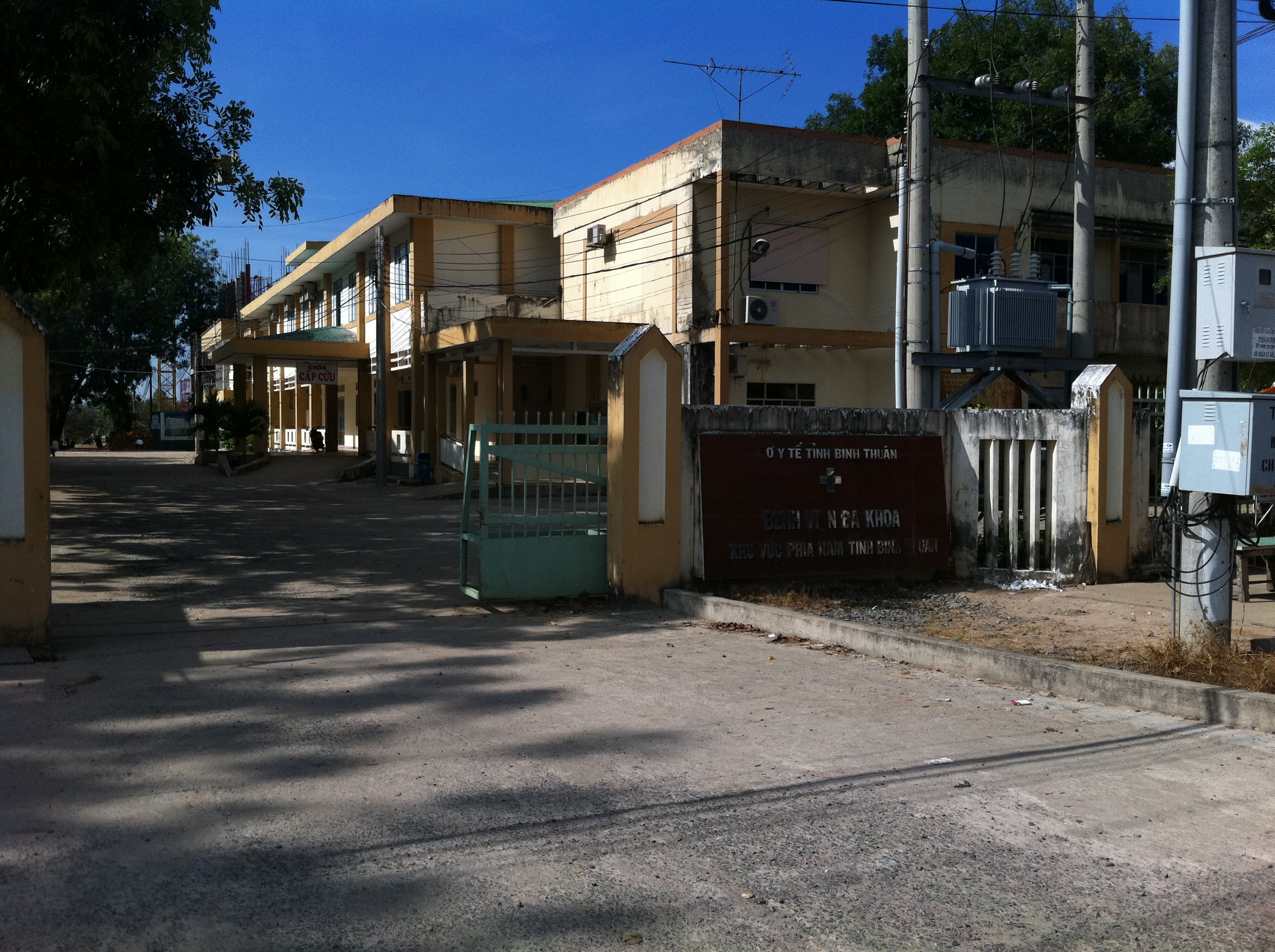
Bệnh viên đa khoa khu vực phía nam Tỉnh Bình Thuận ở Đức Linh

Ngày 18 tháng 11 năm 2003, Chính phủ ban hành Nghị định 139/2003/NĐ-CP. Theo đó:
- Thành lập xã Đông Hà trên cơ sở 3.620 ha diện tích tự nhiên và 7.994 nhân khẩu của xã Trà Tân
- Thành lập xã Đức Tín trên cơ sở 2.950 ha diện tích tự nhiên và 9.763 nhân khẩu của xã Đức Hạnh.

Ngày 1 tháng 1 năm 2020, sáp nhập xã Đức Chính trở lại xã Nam Chính, huyện Đức Linh có 2 thị trấn và 10 xã như hiện nay.

## Kinh tế - xã hội

### Nông nghiệp
Đức Linh là huyện miền núi của tỉnh Bình Thuận. Có nền nông nghiệp phát triển với nhiều mô hình phát triển cây lương thực và cây công nghiệp ngắn ngày như bông dâu, mía... và cây công nghiệp dài ngày như cà phê, cao su, tiêu... Chăn nuôi trâu bò, heo...

### Giao thông vận tải
Ngoài các đường giao thông trên địa bàn huyện còn có các đường tỉnh lộ 713, 710 từ thị trấn Lạc Tánh đến thị trấn Võ Xu. Hầu hết các tuyến đường giao thông trong huyện đã được nhựa hóa, hệ thống cầu cống kiên cố.

### Du lịch
Với đặc trưng của núi rừng Đức Linh chính là hồ Biển Lạc. Đến đây du khách có thể hưởng một không khí hoàn toàn yên tĩnh và thanh bình của núi rừng Đức Linh.